# Parc provincial Bonnechère
Le parc provincial Bonnechère est un parc de l'Ontario, dans la région administrative des parcs du sud-est, à l'embouchure nord de la rivière Bonnechère et du lac Round.

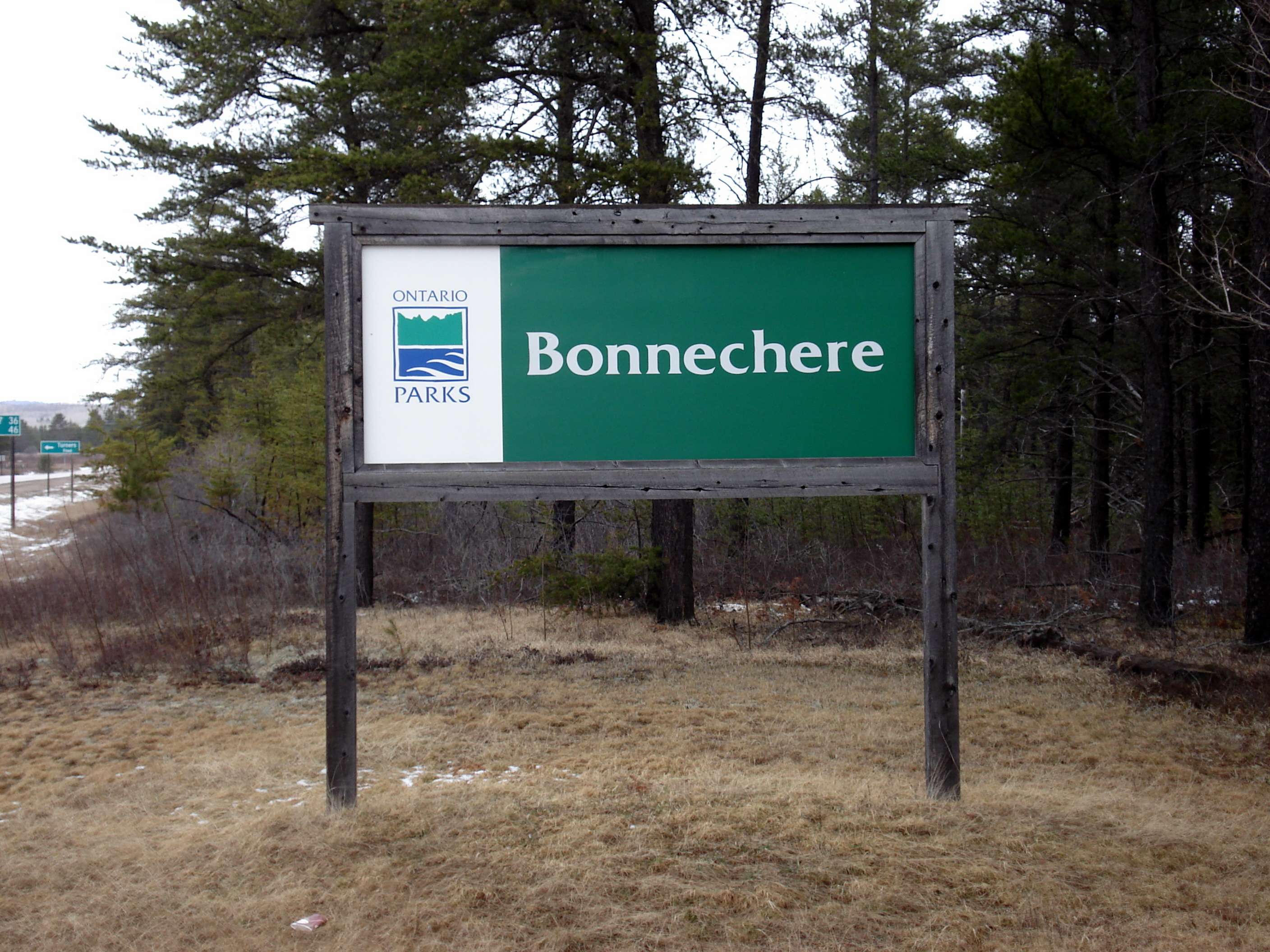
Panneau indicateur à l'entrée du parc provincial Bonnechère.